# Хволес-Лихтенфельд, Ривка Моисеевна
Ривка Моисеевна Хволес-Лихтенфельд (ивр. רבקה חוואלס ליכטנפלד‎; 10 февраля 1923, Вильно, Польская Республика — 23 января 2017, Ашдод, Израиль) — израильская художница, пережившая в юности Холокост, что наложило глубокий отпечаток на её жизнь и творчество.

## Биография
Училась на отделении декоративно-прикладного искусства Вильнюсской политехнической школы, параллельно постигая азы живописи и игры на скрипке. После того, как 24 июня 1941 г. Вильнюс был оккупирован нацистами, 6 сентября 1941 г. в городе были созданы два гетто; Ривка и её родители и сестры Элька (1921—1943) и София оказались во втором из них. Сестры смогли бежать из гетто, которое в середине октября 1943 г. было ликвидировано, а все его узники расстреляны. На протяжении нескольких недель сестры прятались в одном из городских подвалов, а затем познакомились с литовскими девушками, сестрами Ниной и Лидией; когда они направились в деревню Гелюны в семидесяти километрах от Вильнюса (ныне — на территории Белоруссии), где в то время жила их тетя, то согласились взять Ривку с собой, несмотря на грозившую им смертельную опасность за укрывательство еврейки (в 1994 г. иерусалимский Центр Катастрофы и героизма Яд ва’Шем признал Нину Балкене и Лидию Петраускене Праведницами народов мира). За несколько дней девушки пешком добрались до деревни. Ривка смогла выжить, представляясь вымышленным именем Мария Войшвиловская, постоянно скитаясь и меняя место жительства. Вернувшись в Вильнюс после изгнания оттуда нацистов, она узнала о том, что её родители и три сестры, в том числе Элька, погибли.
После войны продолжала учёбу; одновременно с этим успешно занималась шахматами. В 1951 и 1952 гг. стала вице-чемпионкой, а в 1954 и 1955 гг. — чемпионкой Литовской ССР по шахматам среди женщин; выступала под именем Мария Лихтенфельд.
В 1957 г. эмигрировала в Польшу, а оттуда (через два с половиной месяца) — в Израиль. В этом же году выиграла второй чемпионат Израиля по шахматам среди женщин. Сразу же поселилась в городе Ашдод. В 1969—1972 гг. училась в Высшей школе живописи в Тель-Авиве (Школа искусств Калишер). После эмиграции брата Рафаэля (1913—2002) из Польши во Францию в 1969 г. возобновила тесные контакты с ним, неоднократно принимала его в Израиле, а на протяжении четырёх лет, с 1973 по 1976 гг., гостила и работала у него в Париже. Стиль живописи Ривки Хволес-Лихтенфельд, сформировавшийся в значительной мере под влиянием старшего брата, отличается яркой экспрессивностью — и при этом тонким лиризмом. Особенно удачными являются её пейзажи, в том числе морские, а также натюрморты, центральное место на которых обычно занимают букеты цветов.
По возвращении в Израиль преподавала рисование в школах городов Ашдод, Холон и Бат-Ям. В 1980 г. участвовала в групповой выставке, прошедшей в Центре идишской культуры в Париже, в которой экспонировались работы ведущих художников и скульпторов «еврейского Монпарнаса», в том числе Марка Шагала, Мане-Каца и других. Три её персональные выставки состоялись в 1970-е — 1980-е годы в Париже, в 1994—2004 гг. пять её выставок прошли в Ашдоде. Когда к пятидесятилетию Государства Израиль в 1998 г. мэрия Ашдода выпустила праздничный календарь, включавший двенадцать работ местных художников, то открывался он репродукцией картины Ривки Хволес-Лихтенфельд «Рынок в Ашдоде». В 2007 г. прошла её совместная с внучатой племянницей Идой Хволес выставка в Вильнюсе; в создаваемом в этом городе музее Рафаэля Хволеса будут экспонироваться и её работы. В 2016 г. иерусалимским Центром изучения и развития современного искусства была выпущена книга о художнице. Ушла из жизни 23 января 2017 г.